# Sumber Karya (Binjai Timur)
Sumber Karya is een bestuurslaag in het regentschap Binjai van de provincie Noord-Sumatra, Indonesië. Sumber Karya telt 10.417 inwoners (volkstelling 2010).